# Spyros Peristerīs
Spyros Peristeris (in greco: Σπύρος Περιστέρης) (Smirne, 1900 – Atene, 15 marzo 1966) è stato un compositore greco.

## Biografia
Nato a Smirne durante l'amministrazione ottomana, Spyros Peristeris era figlio del musicista Aristide Peristeris e di Despina Bekou, cittadina italiana originaria di una storica comunità greca che si era stanziata in Corsica nel XVII secolo per sfuggire alle incursioni turche, imparando fin da giovane a suonare il mandolino in famiglia.
Verso il 1914 la famiglia si trasferì a Costantinopoli, città che solo dopo la dissoluzione dell'impero ottomano sarebbe stata rinominata Istanbul, dove frequentò il liceo italiano imparando perfettamente la lingua.
Completati anche gli studi musicali si affermò come musicista, già all'età di 18 anni.
Alla morte del padre, nel 1918 ritornò a Smirne per sostituirlo nella direzione della Smyrneiki Estudiantina, il prestigioso conservatorio dove si formavano i migliori orchestrali dell'Asia Minore.
Con gli eventi di Smirne del 1922 perpetrati dai nazionalisti turchi contro la comunità greca , si trasferì ad Atene come tanti altri profughi micrasiatici, riuscendo ad imporsi nel settore artistico musicale diventando noto come compositore e paroliere.
Spyros Peristeris era in grado di suonare qualsiasi strumento a corda e in particolare il pianoforte, il violoncello, il contrabbasso, il bouzouki e la fisarmonica.
Dai primi anni '30 in avanti ha lavorato come direttore d'orchestra e come direttore artistico per conto delle più importanti case discografiche in Grecia come Columbia, His Master's Voice, Odeon, Parlophone.
In questa funzione ha sostenuto attivamente la diffusione del genere rebetiko convincendo Markos Vamvakaris, il celebre esponente di questo stile musicale, ad incidere su disco le canzoni da lui composte utilizzando la propria voce.
Oltre all'attività manageriale in ambito discografico, Spyros Peristeris ha sempre continuato a comporre e suonare canzoni proprie.